# Xızı (Rayon)
Xızı ist ein Rayon im Norden Aserbaidschans. Die Hauptstadt des Bezirks ist die Stadt Xızı.

## Geografie
Der Bezirk hat eine Fläche von 1711 km². Der Rayon wird im Westen durch das Kaspische Meer begrenzt, im Süden liegt die Halbinsel Abşeron.

## Bevölkerung

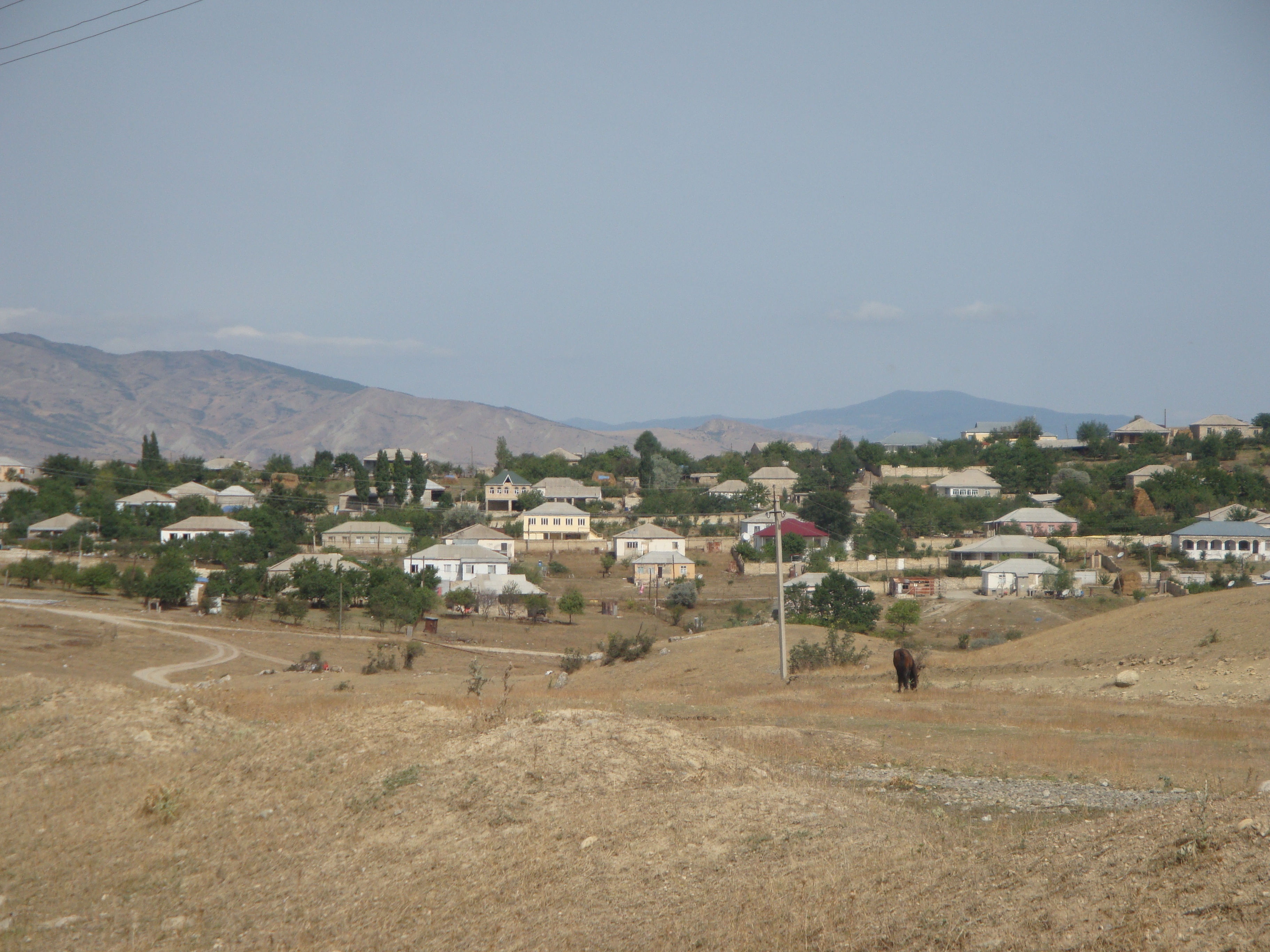
Stadt Xızı

Die Einwohnerzahl beträgt 17.200 (Stand: 2021). 2009 lebten im Rayon 14.700 Menschen. Diese verteilten sich auf 29 Siedlungen.

## Wirtschaft
Die Region ist landwirtschaftlich geprägt, es wird vor allem Viehzucht betrieben. Außerdem gibt es ein Wasserkraftwerk.

## Kultur
Im Bezirk wurden die Dichter Mikail Mushvig und Djafar Djabbarli geboren.